# Killinger & Freund
Killinger & Freund – niemiecki prototyp motocykla z napędem na przednie koło z roku 1938.

## Historia
Killinger & Freund został stworzony w latach 1935–1938 przez grupę inżynierów z Monachium na bazie motocykla Megola i pokazany na wystawie motoryzacyjnej w Berlinie w 1938. Za silnik odpowiadał Robert Killinger przy współpracy Fritza Cockerella. Projektem ramy zajął się Walter Freund.
Liczba stworzonych egzemplarzy nie jest znana. Jeden z nich został przejęty w 1945 przez amerykańskich żołnierzy. Po badaniach uznano jego konstrukcje za zbyt skomplikowaną technologicznie. W latach 60. XX wieku motocykl został odnaleziony niedaleko Filadelfii w piwnicy córki jednego z badaczy, który przywiózł motocykl do USA przez entuzjastę motoryzacji Harry’ego Bucka. Zaprezentował go na zlocie w Oley w Pensylwanii. Motocykl został następnie sprzedany nieujawnionemu kolekcjonerowi ze środkowego zachodu USA.

## Konstrukcja
Motocykl powstał jako rozwinięcie motocykla Megola. Podobnie jak poprzednik napędzany był trzycylindrowym silnikiem dwusuwowym zamontowanym w przednim kole. Wraz z dwubiegową skrzynią biegów i sprzęgłem przednie koło ważyło 50kg. Szprychy odlewanego aluminiowego koła służyły jako wentylator chłodzący cylindry wykonane z Siluminu (stopu aluminium) ze stalowymi tulejami. Oba koła były zawieszone elastycznie na teleskopowych amortyzatorach olejowych o skoku 80mm. Motocykl był wyposażony w aerodynamiczną obudowę z blachy nałożoną na ramę rurową. Obudowa osłaniała wszystkie elementy motocykla włącznie z przednim kołem napędowym. Równocześnie zapewniała łatwy dostęp do elementów serwisowych.